# Cosmopolis XXI
Cosmopolis XXI là một phương tiện của Nga được quảng cáo là một phương tiện dành cho du kịch không gian, tương tự như chương trình Tier One của Mojave Aerospace. Do viện thiết kế Myasishchev thiết kế chế tạo, nó sẽ được phóng đi từ máy bay mẹ M-55X (phát triển từ Myasishchev M-55).